# Hyundai Steel
Hyundai Steel is een Zuid-Koreaans staalbedrijf en onderdeel van de Hyundai Group. Het was in 2020 na POSCO Zuid-Korea's grootste staalproducent en met een jaarproductie van net geen 20 miljoen ton ook een van de grotere in de wereld.

## Activiteiten
Hyundai Steel is een verticaal geïntegreerd staalbedrijf dat ruwe grondstoffen tot eindproducten verwerkt. Er wordt zowel met hoogovens op ijzererts als vlamboogovens op schroot gewerkt. Voor beiden bedraagt de capaciteit circa 12 miljoen ton ruwstaal op jaarbasis. Hyundai Steel is een van de grootste gebruikers van vlamboogovens in te wereld.
Hyundai Steel's voornaamste product is plaatstaal voor zijn zusterbedrijven in de auto-industrie. Er is ook een afdeling voor speciaal staal die staven en staaldraad met hoge sterkte en weerstand maakt voor de auto-industrie. Ze worden onder meer toegepast in de aandrijflijn. Een ander onderdeel produceert op maat gemaakte gelaste chassisonderdelen. Hyundai is de enige grote autobouwer met eigen staalfabrieken. Het bedrijf maakt ook nog profielen, dikke staalplaten en betonwapening voor de bouw en scheepsbouw en gelaste buizen voor de mijnbouw en olie- en gasindustrie. Verder worden onder meer spoorstaven, rupsbanden en gegoten en gesmede onderdelen voor scheepsmotoren gemaakt.
Hyundai Steel heeft zowat 12.600 personeelsleden waarvan een duizendtal in buitenlandse vestigingen werken. Dat zijn kleine fabrieken waar plaatstaal verder wordt verwerkt tot eindproducten, distributiecentra en verkoopkantoren.

### Fabrieken
Hyundai Steel heeft verschillende staalfabrieken verspreid over Zuid-Korea:
| Fabriek                                | Plaats     | Startjaar | Werknemers | Activiteit                                               | Capaciteit per jaar |
| -------------------------------------- | ---------- | --------- | ---------- | -------------------------------------------------------- | ------------------- |
| Staalfabriek van Incheon               | Incheon    | 1953      | 2252       | betonwapening, H-profielen, giet- en smeedstaal          | 4,8 miljoen t       |
| Geïntegreerde Staalfabriek van Dangjin | Dangjin    | 2006      | 7790       | (gegalvaniseerd) plaatstaal, dikke platen, betonwapening | 16,6 miljoen t      |
| Staalfabriek van Pohang                | Pohang     |           | 1502       | betonwapening, H-profielen, rupsbanden, speciaal staal   | 3,2 miljoen t       |
| Staalfabriek van Ulsan                 | Ulsan      |           |            | gelaste buizen, auto-onderdelen                          |                     |
| Staalfabriek van Suncheon              | Suncheon   |           |            | (gegalvaniseerd, kleurgecoat) plaatstaal                 |                     |
| Staalfabriek van Yesan                 | Sapgyo-eup |           |            | auto-onderdelen                                          |                     |

De fabriek in Ulsan bevindt zich op hetzelfde terrein als Hyundai's autofabriek. Dit is de grootste geïntegreerde autofabriek ter wereld.
De fabriek in Dangjin is de enige die naast vlamboogovens ook met hoogovens werkt. Drie hoogovens werden tussen 2010 en 2013 gebouwd. Ze hebben jaarlijks zo'n 13,6 miljoen ton ijzererts en 6,5 miljoen ton cokes nodig. Het merendeel van de grondstoffen, respectievelijk 60 en 65 procent in 2010, wordt aangeleverd vanuit Australië.
In Dangjin staat ook een waterstoffabriek die waterstof maakt van het cokesovengas dat vrijkomt bij de productie van cokes. Een deel hiervan wordt gebruikt om oxidatie tegen te gaan; een ander deel voor Hyundai's waterstofauto's.

### Resultaten
| Jaar | Omzet           | Winst           | Staalproductie | Werknemers in Zuid-Korea |
| ---- | --------------- | --------------- | -------------- | ------------------------ |
| 2021 | ₩ 22,85 biljoen | ₩ 1,5 biljoen   | 20,9 miljoen t | 11.499                   |
| 2020 | ₩ 18 biljoen    | ₩ –440 miljard  | 19,8 miljoen t | 11.544                   |
| 2019 | ₩ 20,5 biljoen  | ₩ 25,6 miljard  | 23,3 miljoen t | 11.574                   |
| 2018 | ₩ 20,8 biljoen  | ₩ 408 miljard   | 23,8 miljoen t | 11.552                   |
| 2017 | ₩ 19,1 biljoen  | ₩ 727,5 miljard | 23,3 miljoen t | 11.186                   |
| 2016 | ₩ 16,7 biljoen  | ₩ 867 miljard   | 22,4 miljoen t | 11.221                   |

## Geschiedenis
Het bedrijf werd in 1953, vlak voor het einde van de Koreaanse Oorlog, opgericht als Korea Heavy Industry Corporation en was Zuid-Korea's eerste staalproducent. In 1962 werd het hernoemd tot Incheon Heavy Industry. In 1970 fuseerde het met Incheon Steel, dat in 1964 was opgericht. In 1978 werd de combinatie geprivatiseerd en overgenomen door Hyundai. Die investeerde in het staalbedrijf dat in 1982 een nieuwe fabriek voor H-profielen opende. Hyundai bracht in 1987 een deel van de aandelen naar de beurs van Korea. In 1992 werd Incheon Steel lid van het IISI, thans worldsteel.
In 2000 fuseerde Incheon Steel met staalproducent Kangwon Industries dat in die tijd zo'n 800 duizend ton stalen staven produceerde op jaarbasis. Later dat jaar werd ook het wankelende Sammi Specialty Steel overgenomen, dat gespecialiseerd was in roestvast en gecoat staal. De productiecapaciteit bereikte hierdoor bijna 8 miljoen ton per jaar. In 2001 werd het bedrijf ondergebracht in de Hyundai Motor Group, Hyundai's automobieldivisie, en hernoemd tot INI Steel. In 2004 nam INI Steel samen met de producent van stalen buizen en koudgewalst plaatstaal Hyundai Hysco het in 1997 failliet gegane Hanbo Steel over. Met de overname kreeg INI warmgewalst plaatstaal in zijn catalogus.
Hyundai had nu de ambitie een grote staalfabrikant te worden gespecialiseerd in staal voor de auto-industrie. Op dat moment werkte de staalpoot met vlamboogovens en waren de producten vooral voor de bouw bestemd. In 2006 werd INI Steel hernoemd tot Hyundai Steel. Het begon met de bouw van een grote geïntegreerde staalfabriek in Dangjin. Tussen 2010 en 2013 werden drie hoogovens in gebruik genomen; goed voor een jaarlijkse capaciteit van 12 miljoen ton plaatstaal en dikke platen. In dat laatste jaar werd ook de koudwalserij van Hyundai Hysco overgenomen. Twee jaar later volgde een fusie met Hyundai Hysco.
In 2014 begon Hyundai Steel ook met de bouw van een waterstoffabriek bij de fabriek in Dangjin die in 2016 in gebruik werd genomen. Dat paste bij de doelstelling om 's werelds groenste staalfabriek te worden en in de waterstofplannen van de Zuid-Koreaanse overheid. Een deel van het waterstof zou worden gebruikt door Hyundai's waterstofauto's.
In 2018 werden Hyundai Steel en vijf andere Koreaanse staalbedrijven veroordeeld omdat ze hadden afgesproken om het geven van kortingen bij de verkoop van betonwapening in te perken. Ze moesten toen een boete van 3 procent omzet betalen. In 2021 werd het bedrijf samen met zes anderen opnieuw veroordeeld voor het maken van prijsafspraken over schroot. Hyundai Steel kreeg een boete van 90,9 miljard won of circa 65 miljoen euro.